# Zabolottea, Ratne
Zabolottea (în ucraineană Заболоття) este o așezare de tip urban din raionul Ratne, regiunea Volînia, Ucraina. În afara localității principale, nu cuprinde și alte sate.

## Demografie
Componența lingvistică a așezării de tip urban Zabolottea
     Ucraineană (98,92%)
     Alte limbi (1,03%)
Conform recensământului din 2001, majoritatea populației așezării de tip urban Zabolottea era vorbitoare de ucraineană (98,92%), existând în minoritate și vorbitori de alte limbi.